# Areas galactina
Areas galactina är en fjärilsart som beskrevs av Hoev. 1840. Areas galactina ingår i släktet Areas och familjen björnspinnare. Inga underarter finns listade i Catalogue of Life.